# John Putch
John Putch (né le 27 juillet 1961 à Chambersburg en Pennsylvanie) est un acteur, producteur, réalisateur et scénariste américain.

## Biographie
Il est surtout connu pour avoir incarné Sean Brody (fils du légendaire shériff Martin Brody) dans Les Dents de la mer 3. N'ayant jamais obtenu la moindre notoriété en tant que comédien, il a mis fin à ses activités d'acteurs en 2001 pour ne plus se consacrer qu'à la réalisation.

## Filmographie

### Acteur

#### Cinéma
- 1983 : Les Dents de la mer 3 de Joe Alves : Sean Brody
- 1985 : Garçon choc pour nana chic de Rob Reiner : Martin

### Réalisateur
- 2001 : À la poursuite du bonheur
- 2009 : American Pie : Les Sex Commandements